# Don Pasquale

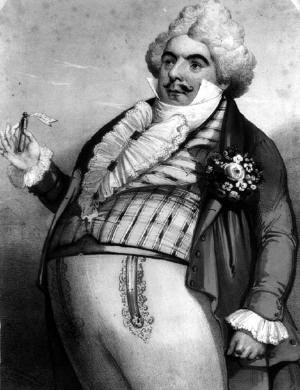
Luigi Lablache som Don Pasquale 1843.

Don Pasquale är en italiensk opera i tre akter med musik av Gaetano Donizetti. Libretto av tonsättaren och Giovanni Ruffini som bygger på librettot till Ser Marc'Antonio av Angelo Anelli.

## Historia
Då Donizetti skrev Don Pasquale var den typen av opera buffa, som den representerar, redan föråldrad, men med Don Pasquale fick genren nytt liv. Verket komponerades på elva dagar och stort mer fick Donizetti inte heller till förfogande för att repetera med orkester och ensemble.
Donizetti lockades till Théâtre-Italien i Paris genom den enastående ensemblen. Giulia Grisi, som redan hade sjungit Elvira vid uruppförandet av Vincenzo Bellinis Puritanerna, skulle spela Norina, medan de manliga huvudrollerna skulle sjungas av tre legendariska sångare: tenoren Giovanni Mario, barytonen Antonio Tamburini (som kallades för "barytonernas Rubini") och i titelrollen basen Luigi Lablache, som bland annat hade hänfört parispubliken i Puritanerna och som var lika berömd för sin röst som för sitt stora midjemått.

## Om operan
Donizetti och hans librettist Ruffini skapade av förlagan ett slags sällskapslek för fyra personer, där typiska buffasituationer (till exempel scenen med det fingerade äktenskapskontraktet som dikteras i reciterande tonfall) ständigt växlas om med djupt allvarliga, rent av realistiska scener. Men sällskapsleken är endast komisk på ytan och antar efter hand nästan grymt prosaiska drag, som också motsvaras av den differentierade gestaltningen av "lekdeltagarna". Det går inte att tvivla på Norinas uppriktiga kärlek till Ernesto - men hon överraskar ändå gång på gång genom sin förvandlingsförmåga och handlingskraft när hon genom bedrägeri och lögner försöker uppnå sitt mål, att gifta sig med Ernesto. Hennes "repetition" med Malatesta, där hon prövar i vilken gestalt hon skall erövra don Pasquale är visserligen utomordentligt komisk, men i tredje akten går hon för långt när hon medvetet provocerar fram ett gräl med don Pasquale: örfilen är bara en onödig förnedring av en redan bruten människa. Att hon skäms över detta, tyder på medkänsla och mänsklighet, men därefter tar hon med en nästan operettartad lättsam valsmelodi ("Via, caro sposino" - "Kom, älskade män") avsked av don Pasquale, som hon kallar för "farfar". 
Även Ernesto visar upp djupa känslor, inte bara i sin resignerade aria ("Cercherò lontana terra" - "I fjärran vill jag dra") som ackompanjeras av ett melankoliskt trumpetobligato, utan även i sin mest berömda serenad "Com'è gentil la notte a mezzo april!" - "Hur ljuvlig är inte natten i mitten av april!"), som är avsedd att föra den spionerande don Pasquale bakom ljuset, men som i högre grad uppenbarar Ernestos sanna känslor.
Operan hade urpremiär på Théâtre-Italien i Paris den 3 januari 1843. 
Den svenska premiären ägde rum på Stockholmsoperan den 6 december 1869.

## Personer
- Don Pasquale, en äldre ungkarl (basstämma)
- Doktor Malatesta, hans vän (baryton)
- Ernesto, Don Pasquales brorson (tenor)
- Norina, en ung änka (sopran)
- Notarien (basstämma)
- Drängar, tjänare (kör)

## Handling

### Akt I
Den gamle ungkarlen don Pasquale väntar otåligt på doktor Malatesta, som har lovat honom en brud. Don Pasquale vill genom att själv gifta sig ställa till förtret för sin brorson. Ernesto blir djupt besviken, men Malatesta lovar att hjälpa honom och hans älskade, änkan Norina. Doktorn tänker ut följande plan: Han skall presentera Norina som sin unga och fromma syster Sofronia och iscensätta ett fingerat äktenskap för att därigenom bota den gamle från hans kärleksdrömmar.

### Akt II
Just som Ernesto gör sig beredd att resa sin väg föreställer doktor Malatesta sin falska syster för don Pasquale, som genast blir betagen av hennes skönhet och beskedlighet. Äktenskapet skall genast äga rum. Ernesto som till en början har blivit förskräckt men som nu har begripit doktorns intrig, erbjuder sig villigt att bli bröllopsvittne. Knappt har (den falske) notarien hunnit upprätta äktenskapskontraktet förrän Sofronia förvandlas till en härsklysten furie som ställer hela hushållet på huvudet och börjar spendera don Pasquales pengar.

### Akt III
I don Pasquales hem hopar sig räkningarna. Den nyblivne äkta mannens tålamod utsätts för ytterligare påfrestningar när Norina tillkännager att hon vill besöka teatern. När don Pasquale förbjuder detta får han en rejäl örfil. Norina rusar iväg, men tappar dessförinnan avsiktligt en biljett. Don Pasquale får av den veta att hans Sofronia har planerat ett rendezvous. Han vill nu med Malatestas hjälp hämnas och framförallt bli av med sin "äkta maka". Malatesta säger till honom att detta skulle låta sig göras om han är villig att gå med på äktenskapet mellan Ernesto och Norina. När han får vetskap om intrigen kan han bara hålla god min i elakt spel och förlåta såväl kärleksparet som doktorn.

## Inspelningar (urval)
- Don Pasquale. Desderi, Giordano, Gatell, Cassi. Kör från Teatro Municipale di Piacenza. Luigi Cherubinis orkester. Muti, dorigent. Arthaus DVD 101303.
- Don Pasquale ; Il maestro di cappella / Cimarosa. Corena, Sciutti, Oncina, Krause. Wiener Staatsoper Chor und Orchester. Kertész, dirigent. Decca (ADD) 475 8490. 2 cd.[3]